# امیلیو کائودرر
امیلیو کائودرر (اسپانیایی: Emilio Kauderer‎؛ زادهٔ ۲ ژانویهٔ ۱۹۵۰) موسیقی‌دان، آهنگساز، رهبر ارکستر، ارکستراتور و ترانه‌سرا اهل آرژانتین است که در لس آنجلس زندگی می‌کند.
وی دانش‌آموختهٔ آکادمی ملی موسیقی چایکوفسکی و کنسرواتوار دولتی چایکوفسکی مسکو است و بابت آثار و مشارکت‌های هنری‌اش، برندهٔ جوایزی چون جایزه فرهنگستان علوم و هنرهای سینمایی آرژانتین و جایزه گرمی لاتین شده‌است.

## گزیدهٔ آثار
برخی آثار امیلیو کائودرر به شرح زیر است:
- راز در چشمانشان (۲۰۱۵)
- فوتبال‌دستی (۲۰۱۳)
- راز چشمان آن‌ها (۲۰۰۹)
- ایندیگو (۲۰۰۳)
- همان عشق، همان باران (۱۹۹۹)
- زمان انتقام (۱۹۸۱)
- دیسکوی عشق (۱۹۸۰)